# Charles Ingram
Charles William Ingram (sinh 6 tháng 8 năm 1963) là một thiếu tá quân đội Hoàng gia Anh, người nổi tiếng vì gian lận trong chương trình trò chơi truyền hình Who Wants to Be a Millionaire?(Ai muốn trở thành triệu phú?) phiên bản Anh vào năm 2001, sau khi nhận được giải thưởng tối đa 1.000.000 bảng (câu 15). Sau một phiên tòa kéo dài tại Tòa án Hoàng gia Southwark, ông đã bị kết án về tội "Gian lận trong thi cử". Cũng chính vụ việc này cũng khiến ông bị sa thải khỏi quân đội Hoàng gia Anh vào năm 2003.

## Tiểu sử
Charles Ingram là con trai của cựu chỉ huy cánh Không quân Hoàng gia Anh John Ingram và vợ Susan, một nhà thiết kế công trình. Cha của Charles Ingram, John Ingram được biết đến khi máy bay ném bom Wellington của ông bị bắn hạ vào đêm ngày 20 tháng 9 năm 1941. Tuy nhiên, John Ingram và Susan đã chia tay khi Charles Ingram còn nhỏ và ông dành phần lớn thời gian học ở trường tư thục Oswestry. Ở đó, ông là thành viên của Lực lượng Cadet và hoàn thành Giải Bạc của Công tước xứ Edinburgh. Ingram tiếp tục lấy bằng Cử nhân Khoa học về kỹ thuật dân dụng của Đại học Kingston. Năm 1987, ông được đào tạo cho Quân đội Hoàng gia Anh tại Sandhurst và được ủy nhiệm làm sĩ quan trong Quân chủng Hoàng gia Anh. Ingram được thăng cấp bậc đại úy năm 1990, và thiếu tá năm 1996. Năm 1999, Ingram được gửi đến Banja Luka ở Bosnia  trong sáu tháng với nhiệm vụ gìn giữ hòa bình của Liên Hợp Quốc. Ông tốt nghiệp Đại học Cranfield với bằng Thạc sĩ tài chính vào tháng 8 năm 2000 Sau vụ việc chương trình "Who Wants to Be a Millionaire", Ingram bị sa thải khỏi ngành và tước chức thiếu tá.
Ingram đã gặp Diana khi bà đang học sư phạm tại Barry College ở South Wales. Họ kết hôn vào tháng 11 năm 1990 và có ba đứa con. Kể từ khi rời khỏi Quân đội Hoàng gia, Ingram đã viết hai cuốn tiểu thuyết: The Network(xuất bản ngày 27 tháng 4 năm 2006) và Deep Siege (xuất bản ngày 8 tháng 10 năm 2007).

## Vụ việc trong chương trìnhWho Wants to Be a Millionaire?
Trong tháng 9 năm 2001, Charles Ingram trở thành người chơi trong chương trình Who Wants to Be a Millionaire?. Trước đó, vợ của ông, Diana và em của vợ, Adrian Pollock cũng đã tham gia chương trình và đều cùng nhận được 32.000 bảng. Người dẫn chương trình trong buổi ghi hình đó là Chris Tarrant, dẫn chương trình kể từ khi được lên sóng vào năm 1998. 19 triệu người (tương đương một phần ba dân số nước Anh lúc bấy giờ) xem chương trình này.
Ingram đã dành ra 20 phút mỗi ngày để luyện cho vòng Bấm bàn phím nhanh trên máy do ông tự chế tạo ra. Sau buổi ghi hình hôm đầu tiên, Ingram đã có trong tay 4000 bảng (tương đương với câu 7) và đã dùng 2 quyền trợ giúp. Nhà sản xuất đã không nghĩ rằng Ingram sẽ nhận được phần thưởng cao hơn nhiều trong buổi ghi hình tiếp theo, và ông đã vượt qua câu 15, nhận được 1.000.000 bảng. Ông đã nhiều lần xáo trộn các phương án lại với nhau trước khi cho câu trả lời.
Sau khi Ingram hoàn thành phần thi của mình, Celador, công ty thực hiện chương trình này, đã phát hiện ra ông cùng với vợ đã gian lận trong cuộc chơi. Bằng chứng là vợ của Ingram đã ho mỗi khi Ingram đưa ra câu trả lời đúng. Khán giả không thể nghe được tiếng ho do âm thanh đã bị khuếch đại với tiếng vỗ tay của khán giả.
Chirs Tarrant nói rằng khi uống sâm banh với Ingram và vợ ông trong phòng thay đồ, ông đã nghĩ rằng sẽ có sự việc gian lận khi Ingram ký vào tấm séc 1.000.000 bảng: "Tôi nghĩ nếu không có gì sai, Ingram chắc chắn đã không ký." Khi được hỏi trong phòng thay đồ có căng thẳng sau cuộc chơi không, Tarrant trả lời: "Không, hoàn toàn không. Họ có vẻ bình thường như những người vừa giành được chiến thắng." Tuy nhiên, ông nói rằng trong lúc đến phòng thay đồ, vợ chồng Ingram đã có một cuộc trao đổi khá căng thẳng. Eve Winstanley, một thành viên của công ty Celador đã làm chứng trước tòa rằng Ingram có vẻ rất không vui khi nhận được 1.000.000 bảng.

## Xét xử vụ việc
Tại tòa án, Paul Smith, người đại diện cho Celador xác nhận rằng công ty của ông trước đó đã sản xuất một chương trình truyền hình liên quan đến những người có liên quan để phát trên ITV sau phiên tòa. Chương trình Tonight With Trevor McDonald - Major Fraud (Chuyện tối nay cùng Trevor McDonald - Vụ gian lận lớn) được phát trên ITV ngày 21 tháng 4 năm 2003 (một tháng sau khi phiên tòa được đưa ra xét xử). Ước tính đã có khoảng 17 triệu người xem chương trình này. Nửa tháng sau, một chương trình khác mang tên The Final Answer (Câu trả lời cuối cùng) cũng được phát sóng trên kênh ITV.

### Lời khai của các nhân chứng

#### Thu hình
Tại tòa, Ingram nói rằng chương trình Who Wants to Be a Millionaire? không thể hiện đầy đủ những gì nghe thấy được từ vợ, và ông cho rằng mình đã bị đối xử bất công. Một đoạn video, với tiếng ho bị khuếch đại so với các âm thanh khác bao gồm giọng nói của Ingram và Tarrant, đã được các biên tập viên của Celador chuẩn bị cho việc truy tố và lợi ích cho thẩm phán trong phiên tòa (và sau đó cho người xem trong các chương trình phát sóng của mình trên truyền hình). Ingram tuyên bố rằng ông không lắng nghe, không nhận thấy, thậm chí không biết trước về tiếng ho. Công tố cáo buộc rằng, trong số 192 tiếng ho được ghi lại trong buổi ghi hình thứ hai của Ingram, 32 tiếng ho phát ra từ mười ứng viên trong vòng Bấm bàn phím nhanh và 19 trong số 32 tiếng ho hoàn toàn có thể nghe thấy được. Các công tố viên khẳng định rằng những tiếng ho này là của Whittock, để chỉ rằng câu trả lời đúng đã được nói. Trong phiên tòa, Tarrant cũng phủ nhận việc nghe thấy bất kỳ tiếng ho nào trong suốt buổi ghi hình, vì ông đang rất bận trong lúc đó.

#### Lời khai của Larry Whitehurst
Larry Whitehurst, một thí sinh có mặt trong buổi ghi hình hôm đó, đã tuyên bố rằng ông đã biết câu trả lời cho câu hỏi của Ingram. Larry nói với tòa án rằng ông đã có thể phát hiện ra tiếng ho, và Larry khẳng định rằng tiếng ho đã giúp Ingram trả lời đúng..

#### Lời khai của Tecwen Whittock
Whittock, một thí sinh khác, người bị cáo buộc đã ho giúp Ingram giành triệu phú nói đã bị bệnh ho mãn tính và cho rằng mình bị ho thực sự do sốt cỏ khô và dị ứng bụi, và đó chỉ là sự trùng hợp khi vấn đề về cổ họng của ông trùng khớp với mỗi câu trả lời đúng của Ingram. Tuy nhiên, trong phiên tòa, thẩm phán đã phủ nhận điều này, vì khi chính Whittock giành được quyền ngồi vào ghế nóng, ông không hề gặp vấn đề gì về cổ họng. Whittock sau đó đã làm chứng rằng ông đã uống nhiều ly nước trước khi bắt đầu ghi hình. Whittock cũng nhấn mạnh rằng ông không biết câu trả lời của 3 câu hỏi mà ông bị cáo buộc đã giúp đỡ. Tuy nhiên, cảnh sát đã tìm thấy câu trả lời cho câu hỏi thứ 12, liên quan đến họa sĩ đã vẽ bức tranh The Ambassadors trong một cuốn sách kiến thức chung viết tay tại nhà của Whittock.
Davies, quản lý sân khấu, cho biết, ngay khi tiếng ho xuất hiện trong trường quay, ông đã quyết định tìm ra người gây ra tiếng ho. Ông nói: "Tiếng ho lớn nhất là từ Tecwen Whittock ở ghế số 3. Anh ấy đang nói chuyện với người bên trái khi tôi đang quan sát anh, và sau đó anh quay về phía trường quay và ghế nóng để ho." Whittock nhận xét trong phiên tòa rằng ông không hề ho vào ai cả.
Sau đó, ông đã bị loại ở vòng một của gameshow Fifteen to One và chỉ giành được một tập bản đồ khi xuất hiện trên Sale of the Century.

### Tuyên án
Sau phiên sơ thẩm tại Tòa án Hoàng gia Southwark kéo dài bốn tuần (bao gồm cả phiên thảo luận của thẩm phán trong ba ngày rưỡi), Ingram, Diana và Whittock đã bị kết án về tội "Gian lận trong thi cử. Ngày 7 tháng 4 năm 2003, Tòa án Hoàng gia Southwark đã tuyên 18 tháng tù mỗi người đối với Ingram và Diana, 12 tháng tù đối với Whittock. Ngoài ra, mỗi người bị phạt 15.000 bảng về vụ việc, cùng 10.000 bảng về việc truy tố. Riêng Ingram và Diana phải trả thêm chi phí cho luật sư: Charles Ingram 40.000 bảng và Diana Ingram 25.000 bảng.
Ngày 19 tháng 8 năm 2003, Quân đội Hoàng gia Anh đã cách chức của Ingram, song điều này sẽ không ảnh hưởng đến lương hưu của ông.
Ngày 19 tháng 5 năm 2004, trong phiên phúc thẩm, tòa án đã bác đơn kháng cáo về hình phạt của Ingram, nhưng đồng ý về đơn kháng cáo của vợ Diana. Ngày 5 tháng 10, Hạ viện cũng bác đơn kháng cáo này, và Ingram đã gửi đơn kiện lên Tòa án Nhân quyền Châu Âu. Ngày 20 tháng 10, sau nhiều lần kháng cáo, kiện tụng, thẩm phán đã giảm chi phí quốc phòng của Ingram xuống còn 25.000 bảng và chi phí quốc phòng của Diana xuống còn 5.000 bảng. Chi phí quốc phòng của Ingram sau đó đã tiếp tục giảm, còn 5.000 bảng.

## Ảnh hưởng đến nghệ thuật
Cuốn sách Bad Show: The Quiz, The Cough, The Millionaire Major (Buổi ghi hình đáng quên: Từ bệnh phổi đến triệu phú) nói về vụ bê bối Charles Ingram của hai tác giả Bob Woffinden và James Plaskett đã được xuất bản năm 2015. Quiz, một vở kịch được viết bởi James Graham được công chiếu trong năm 2017 và 2018. Năm 2019, bộ phim truyền hình Quiz của đạo diễn Stephen Frears cũng đã lên sóng trên kênh ITV.